# Jean de Roquetaillade
Jean de Roquetaillade (en latin Johannes de Rupescissa) est un frère mineur français du couvent d'Aurillac, « théologien, polémiste et alchimiste » selon Jeanne Bignami-Odier. Né entre 1305 et 1310 à Marcolès (Cantal) sur les marges occidentales de l'Auvergne, il est mort à Avignon entre 1366 et 1370.
Auteur prolifique d'écrits critiques et prophétiques, il développe une eschatologie apocalyptique inspirée des principaux thèmes de la Lectura super Apocalism de Pierre de Jean Olivi adossés à la théologie de l'histoire de Joachim de Flore et aux messages prophétiques d'Arnaud de Villeneuve. Sa vision d'une société utopique où chacun sera illuminé par le Saint-Esprit qui laissera croire que « le paradis est descendu sur terre », garantissant mille années solaires de félicité, supposait qu'au préalable la société passe par quarante-cinq années de guerres très cruelles et soit purgée « des princes, des forts et des riches [qui] se sont faits les compagnons des voleurs…des plus grands prélats [qui] sont assoiffés et avides d’argent comme une femme corrompue » (Bognani-Odier, p. 219). Son système prophétique représente non seulement la culmination de la tradition prophétique des Franciscains mais le système prophétique chrétien le plus détaillé, cohérent et influent du XIVe siècle, selon Robert Lerner.
Poursuivi par l'Inquisition, il passa une vingtaine d'années emprisonné (de 1344 à c. 1364) dans des couvents du Sud-Ouest puis dans la prison papale d'Avignon, non pas sous les accusations d'hérésie, qui ne purent jamais être établies à son égard, mais parce qu'il « annonça beaucoup de choses sur de futures calamités de l'Église, destinées à purger les mœurs du clergé corrompu » (Luc de Wadding).
En alchimie, il est l'introducteur de la notion de quintessence, qu'il obtenait par distillations successives du vin dans un alambic (donnant l'aqua ardens, l'eau-de-vie) suivies par une « distillation circulaire » pour en faire une substance incorruptible comme « le Ciel vis-à-vis des quatre éléments ». Il généralise ensuite la notion de quintessence aux substances tirées par des procédures alchimiques des plantes et minéraux médicinaux. Il obtient ainsi des remèdes capables d'exprimer « au centuple » les vertus médicinales des matières médicales. Cette idée sera reprise par les apothicaires et médecins du XVIe siècle qui ouvrirent la voie à la pharmacologie et médecine chimiques modernes.
Jean de Roquetaillade fut immédiatement célèbre et ses idées connurent une certaine notoriété de son vivant, comme l'attestent des chroniques contemporaines. Une quinzaine de chroniqueurs du XIVe et du début du XVe siècle, l'évoquent à propos d'un certain nombre de grands événements de l'histoire de la chrétienté qu'il prétendait avoir prédits comme la défaite du roi de France à Poitiers en 1356 ou l'éclatement du Grand Schisme en 1378.
Certains de ses manuscrits qui sont connus par de nombreuses copies et des traductions dans toutes les langues de la chrétienté, ont largement circulé. Ce sont cependant ses œuvres les plus courtes qui semblent avoir été les plus célèbres, et plutôt sous la forme de morceaux choisis que dans leur intégralité.

## Biographie

### Formationc.1310-1344
Né près d'Aurillac (Cantal), à Marcolès, entre 1305 et 1310, il alla faire des études d'« Art » et philosophie, à l'université de Toulouse de 1327 à 1332, tout en s'adonnant à l'art alchimique. En 1332, il entra chez les Franciscains et continua ses études de philosophie à Toulouse comme frère mineur jusqu'en 1337.
À cette époque de confrontations religieuses passionnées sur la pauvreté, soulevées par la doctrine de Pierre de Jean Olivi, il décida d'entrer chez les Franciscains qui étaient reconnus comme l'ordre religieux qui manifestait les engagements les plus forts dans l'idéal de pauvreté évangélique. Il a probablement assisté à des lectures sur l'Antichrist et l’eschatologie apocalyptique données par des Franciscains de Toulouse qui allaient décider de son orientation intellectuelle pour le reste de sa vie.
Durant ses études, il fit une brève incursion dans le domaine de la technique (dite « art ») et de la philosophie de la nature pendant laquelle il rédigea un ouvrage d'alchimie médicale De consideratione quintae essentiae, apportant quelques innovations conceptuelles remarquables qui assureront le succès de ses idées en Europe jusqu'au XVIe siècle.
Ses dons de visionnaire commencèrent à se manifester dès cette époque. Dans un passage autobiographique de Liber Ostensor, il raconte qu'en 1332, il fut transporté en songe sur les rivages de la mer de Chine, près de la ville appelée Zayton, où il vit l’Antéchrist encore enfant, faisant partie des proches de l’empereur de Chine. Il annonce son triomphe pour l'année  1366. Il affirme n'avoir jusque-là jamais entendu le nom de Zayton ; et il n’apprit l’existence de cette ville, « la cité la plus fameuse de la terre d’Orient », qu’en 1325, quand il eut connaissance d’une lettre de l’évêque du lieu, Gérard Alboyni. Il acquit alors la certitude que sa vision correspondait bien à une réalité et s'attacha à convaincre ses frères mineurs de la prochaine arrivée de l'Antéchrist.

### Les incarcérations dans les couvents d'Aquitaine 1344-1349

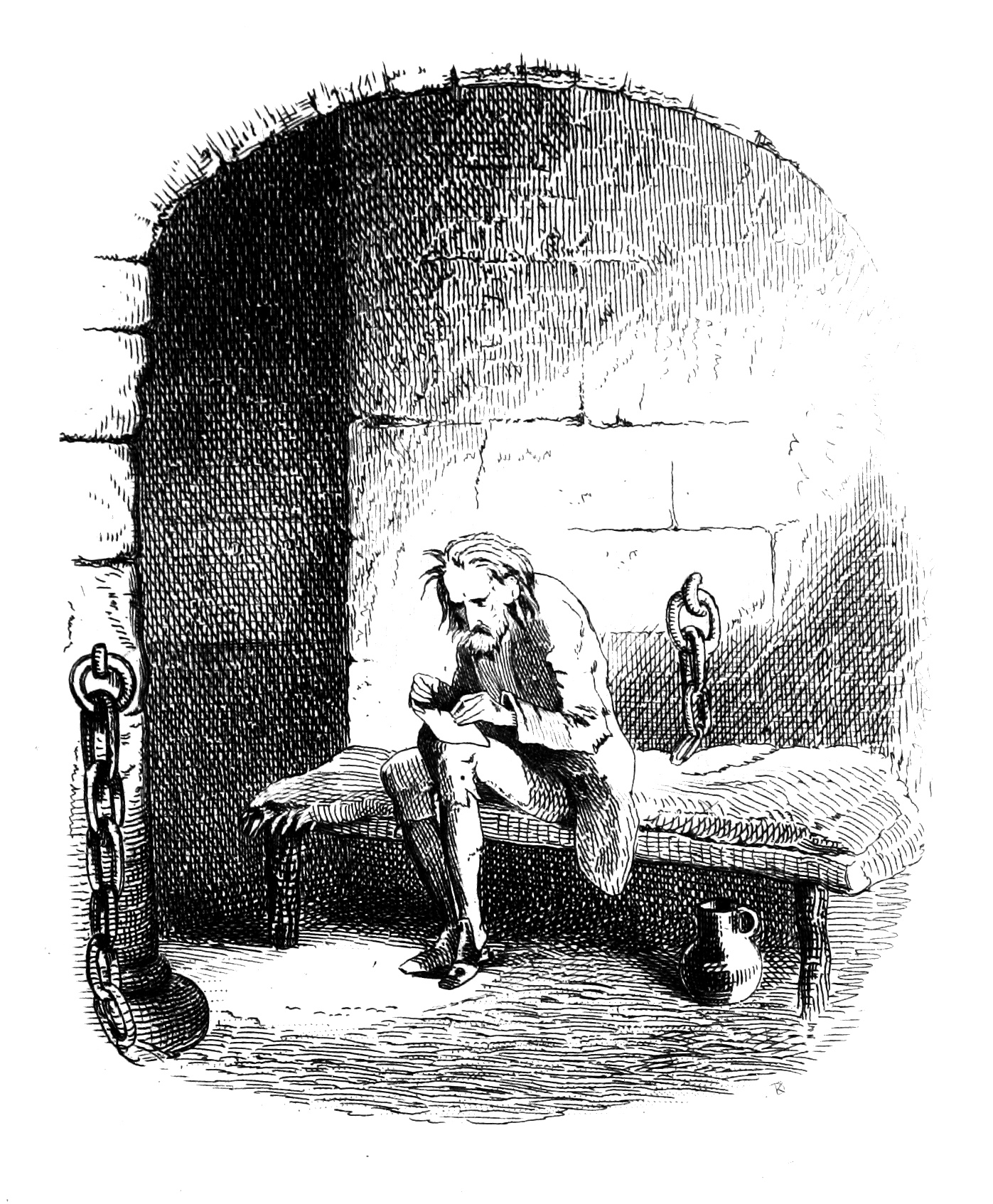
Prisonnier

Le ministre provincial d’Aquitaine, futur ministre général de l'Ordre, Guillaume Farinier, s’inquiète de la vigueur de son message apocalyptique et le fait emprisonner au couvent franciscain de Figeac, en décembre 1344. Il demeura enchaîné, dans cette prison pleine de boue, suivant ses dires, un an et huit jours. En plus de ses visions apocalyptiques, Farinier lui reproche ses violentes attaques contre le pape d'Avignon. Farinier qui l'avait certainement fréquenté au sein du studium de Toulouse, fut son plus féroce persécuteur.
En février 1345, il se cassa la jambe dans cette prison, et souffrit d’autant plus cruellement de cette fracture que les rares soins qu’on lui prodigua furent plutôt barbares,.
Il reste prisonnier, tout en étant transféré, à plusieurs reprises d’un couvent d’Aquitaine à un autre (Figeac, Martel, Brive, Limoges, etc.). Amené au couvent de Toulouse, très affaibli physiquement, humilié et toujours prisonnier, il comparait devant Jean Du Moulin (Jean de Moulins) en 1346, le fameux inquisiteur dominicain. Ses réponses semblant orthodoxes, celui-ci défendit de le retenir en prison pour hérésie. Il connut alors vingt jours de liberté au couvent de Toulouse.
Mais d’Avignon, le provincial d’Aquitaine envoya une lettre au vicaire du couvent de Toulouse, Frère Raymond Servat, pour qu’il soit remis en prison. Le 1er août 1346, il fut jeté à nouveau dans un horrible cachot où il crut perdre la vie. Un an plus tard, il fut transféré à la prison meurtrière de Rieux où il fut enfermé dans un ignoble recoin, sous l’escalier du dortoir. En 1348, victime d'une « grave maladie pulmonaire », il faillit mourir. Il s'agissait probablement de la peste pulmonaire puisque en cette année, la grande peste atteignit Rieux. Il fut privé de tout service mais échappa à la mort.

### Incarcération dans la prison pontificale d'Avignon 1349-c.1368
Il profite d'un transfert entre deux couvents, pour convaincre ses gardiens de le conduire à Avignon auprès du pape Clément VI pour lui présenter une requête. Arrivé à la cour pontificale d’Avignon, en août 1349, il se présenta au premier Consistoire public, le 2 octobre 1349, devant le cardinal Guillaume Court, le plus grand expert en matière d'hérésie d'Avignon. À la demande du cardinal-inquisiteur, Roquetaillade écrivit ses visions dans le Liber secretorum eventuum (terminé le 11 novembre 1349). En exposant sincèrement son système prophétique, il fit preuve d'un grand courage (ou d'une grande candeur), sachant que sa vie était en jeu. Sans chercher à devenir martyre, il informa le cardinal Guillaume Court de tout ce à quoi il croyait.

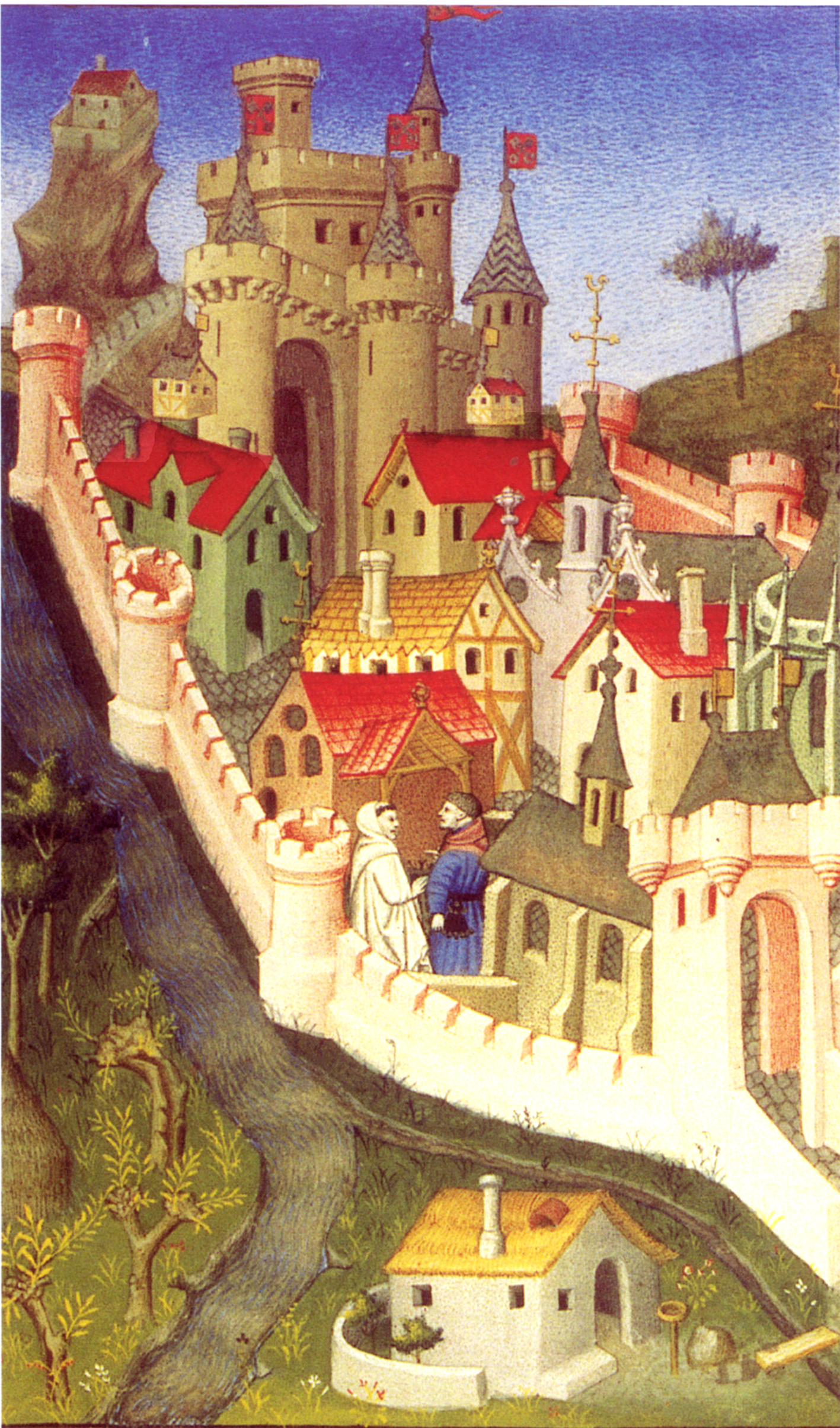
Avignon et le palais forteresse, début du XVe siècle

Au bout d’une année, le cardinal d’Albano, Hélie de Talleyrand-Périgord, conclut son procès. Jean de Roquetaillade sera enfermé à la prison pontificale du Soudan, sous la protection du Siège apostolique, au lieu d’être livré aux Frères mineurs. Heureux d’avoir échappé à la vengeance des Franciscains, sa situation reste cependant terrible :

« Je suis dans cette prison presque depuis sept années ; pendant lesquelles j’ai plus souffert que je ne puis dire, mêlé à des voleurs, à des meurtriers et des faussaires, à d’abominables blasphémateurs, à des gens grossiers, à des joueurs, de ceux qui n’ont que la malédiction à l’injure à la bouche, n’aiment que les rixes, compagnie insupportable, car c’est là qu’on jette la lie de la population. Parfois enchaîné de fers pesant jusqu’à vingt-deux livres, je gémis dans les tourments ; souvent à cause de la faiblesse de ma poitrine, j’étouffe, je crois mourir »

L'année qu'il passa en compagnie d'un prêtre anglais fou et sadique nommé Simon Legat fut un enfer : « ce pauvre a perdu la tête...chargé de fers, ses vêtements arrachés, possédé du démon,...disant « Hahut, hahut », répétant ces paroles des milliers de fois, si bien qu'on l'entendait de loin d'une manière incroyable...il m'envoyait des flots d'injures...« Heretic, Heretic »...assurant que j'étais bon à brûler... » (Fol. 84, v°-85).
À Avignon, Jean de Roquetaillade fut interrogé plusieurs fois sur son système eschatologique : comme nous avons vu, devant le Consistoire en octobre 1349, puis en 1350 et 1354. Il dut en rendre compte par écrit en 1349 et en 1356, ce qui donna lieu à la composition de trois traités d'eschatologie qui ont été conservés Liber Secretorum Eventuum, du Liber Ostensor et du Vade mecum in tribulatione.
Ne sachant rien sur son sort, il s’attendait à être condamné à mort. Il se souvenait que durant sa jeunesse, le 7 mai 1318, dans le cimetière des Accoules à Marseille, l’inquisiteur franciscain de Provence, Michel Lemoine, prononça la condamnation pour hérésie de quatre frères mineurs, qui furent remis aux autorités municipales et brûlés publiquement le lendemain. Les rebelles victimes de l'Inquisition étaient des franciscains « spirituels» qui avaient adhéré pleinement à la doctrine de Pierre de Jean Olivi (1248-1298) et à la théologie de l'histoire de Joachim de Flore. Suivant cette doctrine, les frères mineurs observant fidèlement la règle, jouaient le rôle d’une avant-garde de l’âge de l’Esprit, qui devait se déployer après la chute de l’Antéchrist. Le commentaire de l’Apocalypse qui énonce ce programme avait donné à Jean Olivi l’occasion de dénoncer la richesse et la corruption de l’Église, et les compromissions franciscaines. Les cercles laïcs séduits par ces idées (nommés les « béguins»), furent aussi les victimes d'une intense répression inquisitoriale entre 1318 et 1325 puisque près d'une centaine d'entre-eux périrent sur les bûchers entre Toulouse et Montpellier. Jean de Roquetaillade a su développer une « stratégie de dissidence par l'obéissance » (S. Piron) qui lui permit d'éviter le bûcher sans renoncer à ses critiques radicales du clergé. Tout en étant très attaché à l'observance de la pauvreté évangélique, il n'a jamais voulu se détacher de l'Église et a réprouvé les schismatiques.
Jean de Roquetaillade était de temps à autre tiré de sa prison pour être interrogé par les cardinaux. Le cardinal Talleyrand-Périgord, protecteur des frères mineurs, n’hésita pas à le consulter en dépit de la suspicion qui pesait sur lui. Ce qui témoigne de l’ambiguïté de son statut de prisonnier : individu délirant (fantasticus, se croyant inspiré par Dieu), comme le voulait la position officielle ou prophète inspiré? Il semble que sa grande intelligence politique et son sens critique ne pouvaient s'exprimer à cette époque que sous forme visionnaire. Hélie de Talleyrand-Périgord, à qui est dédié le Liber Ostensor, en fit une sorte de conseiller, notamment pour les affaires de Sicile, de Naples et de France, dans lesquelles il désirait s’entremettre. Il le convoqua en 1351, pour l'interroger sur les menaces que pouvaient présenter les nouveaux cardinaux pour les anciens qui avaient échappé à la peste noire. Ses conditions de détention semblent par la suite s'être améliorées.
Le 14 août 1354, le cardinal cistercien Guillaume Court le fit comparaître à nouveau devant lui, en présence du cardinal Talleyrand-Périgord et de deux cents personnes environ, docteurs tant en théologie qu’en droit canon. On lui posa des questions captieuses, destinées à éprouver son orthodoxie et on se moqua copieusement de son imagination délirante (fantasticus) mais on ne trouva aucun motif d'hérésie et, le 9 mai 1356, la Vierge Marie lui annonça par une vision sa libération prochaine. Celle-ci eut lieu finalement le 9 novembre 1356. En fait, il semble avoir été assigné à résidence dans la Cité des papes mais quatre ans plus tard, il est nouveau incarcéré au château de Brignoles (ou Bagnoles) où il recevait des aumônes du pape Urbain V. À la fin de 1356, Jean de Roquetaillade écrit Vade mecum in tribulatione. Les cardinaux ne savaient s'ils devaient s'amuser de lui ou le craindre. Quand Roquetaillade dénonçait les vices du clergé, le luxe des prélats et prédisait leur châtiment, les cardinaux « en estoient tous abus [stupéfaits], et volontiers l'eussent condempné à mort, se nulle juste cause peussent avoir trouvé en luy » (selon Froissart, le chroniqueur du XIVe siècle). Le jugement du vieil historien Wadding est semblable : « Son principal crime et l'unique cause de son incarcération fut qu'il prophétisa que les temps de l'Antéchrist étaient proches, et annonça beaucoup de choses sur de futures calamités de l'Église, destinées à purger les moeurs du clergé corrompu » (Wadding, cité par Bognani-Cordier). Mais par ailleurs, les cardinaux semblaient fascinés par ses prophéties dont ils faisaient circuler des extraits, si bien qu'on en trouva des copies dans toute la Chrétienté (Lerner, p. 84). Car à l'époque, il existait une conviction largement répandue, selon laquelle la fin du monde était proche et de graves événements allaient se produire dans l'Église et la société.
Malgré ses conditions de détention très sévères, Jean de Roquetaillade pouvait travailler comme le prouve son abondante production littéraire. Il devait avoir des livres à sa disposition et pouvait avoir des contacts avec des personnes de l’extérieur qui l'informaient sur les événements historiques en cours. Il nous dit aussi, avoir reçu une bonne aumône en vivres. Jehan Froissart indique que les cardinaux allaient le voir et qu’il leur faisait de « beaux exemples », dont ils demeuraient « tous abus » (stupéfaits, émerveillés).
Les dernières informations sur lui proviennent des comptes de la Chambre apostolique sous Urbain V et Grégoire XI. De juin à décembre 1365, le pape lui fait envoyer des subsides, et nous apprenons que, malade, il est hospitalisé au couvent des Frères Mineurs d’Avignon. Jean de Roquetaillade ne serait donc pas mort en prison comme l’a dit Froissart, mais au couvent des Frères mineurs d’Avignon.

## Écrits
Jean de Roquetaillade mentionne dans ses écrits, beaucoup d'ouvrages qu'il aurait écrit pendant ses longues années d'incarcération mais dont nous ne connaissons rien hormis le titre. J. Bognani-Odier en a dressé la liste dans la section « IX. Ouvrages perdus » pages 181-184. Récemment un de ces manuscrits, le Sexdequiloquium, a été retrouvé dans une armoire lorraine lors d'une succession.

### De quinta essentia
De consideratione quintae essentiae rerum omnium, ca.1350-1360. Il mentionne l'année 1348 (Lib. II, cap. XIX), donc le texte est postérieur à cette date. Il mentionne également ses emprisonnements, qui ont commencé en 1344.
Traduction française de 1581 : La Vertu et propriété de la quinte essence de toutes choses, faite en latin, par Joannes de Rupescissa et mise en françois, par Antoine Du Moulin,.
Ouvrage de jeunesse, d'alchimie médicale, connu par plus de 200 manuscrits (XIVe – XVIe siècle) et traduit dans sept langues. Roquetaillade renouvelle le concept de Quintessence, en la concevant comme une substance obtenue par distillations répétées dans un alambic puis dans un pélican. C'est une substance qui comme le Ciel vis-à-vis des quatre éléments est incorruptible. Roquetaillade généralise ensuite la notion de Quintessence aux substances tirées par des procédures alchimiques des plantes et minéraux médicinaux, capables d'exprimer au centuple leurs vertus thérapeutiques. Cette idée sera reprise par les apothicaires et médecins du XVIe siècle qui ouvrirent la voie à la pharmacologie et médecine chimiques modernes. Le développement de la chimie permit de passer de la matière médicale au principe actif, de l'écorce de quinquina à la quinine, de la digitale à la digitaline etc.
Le Liber lucis (ou Liber lucis et tribulationis, Liber lucis de lapide philosophorum, etc.) est le second ouvrage d'alchimie de Jean de Roquetaillade, connu par un grand nombre de manuscrits. Il pourrait avoir été composé à la même époque que De quintae essentiae. Dans le prologue, Jean de Roquetaillade annonce la venue des temps de l'Antéchrist où l'Église sera spoliée de ses biens par des tyrans. Il se propose alors de révéler les secrets de la pierre philosophale pour lui permettre de continuer à secourir les malheureux. Une suite d'opérations est donnée, avec d'abondantes citations d'Arnaud de Villeneuve (du Tractatus parabolicus).

### Commentaire de l'Oracle du bienheureux Cyrille
La littérature prophétique médiévale a été écrite a une époque très troublée: grande peste, épidémies, destructions de la guerre de Cent Ans, transfert de la papauté à Avignon, l'ordre franciscain déchiré sur la question de la pauvreté etc. L'accumulation des drames de la fin du Moyen Âge annonçait l'effondrement de la civilisation et l’avènement d'un monde nouveau régénéré, promettant mille ans de bonheur. Les thèmes de la fin du monde et l'attente d'un âge d'or, récurrents dans l'histoire, prend des formes différentes suivant les époques. Les explications peuvent être trouvées dans les idées religieuses, politiques, sociales, raciales, économiques ou écologiques.
La théologie apocalyptique de Roquetaillade était nouvelle. Il fut probablement le premier auteur à affirmer que les hommes pouvaient combattre l'Antéchrist et vivre la société utopique du millenium.
Le Commentaire sur l'Oracle du bienheureux Cyrille, a été composé en prison entre 1345 et 1349 par Jean de Roquetaillade à l'époque de ses premiers démêlés avec l'Inquisition. Ce texte est conservé dans un seul manuscrit.
L'Oracle a dû être écrit par un personnage du cercle de Pierre de Jean Olivi vers 1298. Il récapitule les destinées politiques de la Basse-Italie, à peu près depuis 1274 : combats mouvementés entre les Anjou et les Aragonais jusqu'à l'emprisonnement de Charles II de Naples et le pontificat de Boniface VIII. Il fustige la mondanité des ordres religieux, de la curie papale et espère une réformation de la situation religieuse.
Le prêtre Cyrille, ermite au Mont-Carmel, envoya une lettre à Joachim, dans laquelle il prétend raconter les origines de l'Ordre du Carmel. Le caractère apocryphe de cette lettre est manifeste. L'oracle est appliqué aux événements du royaume de Naples et Sicile (Traité I).
Jean de Roquetaillade suit en général le commentaire du pseudo-Joachim. Il donne une description détaillée des vices du clergé: avarice, simonie, délectation des richesses. Dans le troisième traité, est donné une description des efforts de l'Antéchrist mystique, Louis de Bavière qui martyrisa le pape. Sixième traité : le pape mourra, l'Antéchrist sera élu par les nobles de Rome vers 1365. Puis viendra l'élection de la Bête montant de la terre, c'est-à-dire l'antipape, puis l'élection du vrai pape, l'ours. Rome sera détruite. Description du Schisme. Jean de Roquetaillade se déchaîne ensuite contre tous les ordres religieux, ne réservant son estime qu'à une toute petite partie de Franciscains qui se réfugierons dans les grottes et les fermes. Dans le huitième traité, Jean de Roquetaillade expose sa théorie de la fin du monde qui se déroulera vers 1415-1420 : tous s'uniront pour lutter contre l'Antéchrist. Conversion des Juifs. Diffusion des pauvres Franciscains. Transfert de l'Église à Jérusalem. Puis vient une période de mille ans solaires.

### Liber secretorum eventuum
Cet ouvrage est actuellement connu par cinq copies manuscrites complètes, une traduction en catalan et deux résumés. Le texte est divisé en une trentaine d'intellectus de longueur et de sujet variable mais dont la succession logique est brisée. Quelques grandes phrases bien structurées n'ont pas résisté à certains copistes. Le texte était originellement fait pour être compris plus que deviné mais la tendance s'est inversée avec le temps. Après les commentaires de Jeanne Bignami-Odier, Robert Lerner et Christine Morerod-Fattebert, en ont donné une édition critique, avec traduction française.
Peu après son arrivée à Avignon, à la demande du cardinal-inquisiteur Guillaume Court, Jean de Roquetaillade rédige « Le livre des événements futurs secrets » (Liber secretorum eventuum), qu'il achève le 11 novembre 1349. On y trouve des affirmations hardies sachant qu'il a été écrit pour sa défense devant le tribunal inquisitoire.
Écrit peu après le Commentaire de l'Oracle de saint Cyrille, ce traité ne contient presque rien qui n'y ait déjà été dit. Le système prophétique de Jean de Roquetaillade tourne autour de l'Antéchrist, dont il annonce la manifestation prochaine en 1366. Il l'identifie au jeune Louis de Sicile, roi de Trinacrie, lointain descendant de la « race maudite » de Frédéric II. Louis régnera ouvertement comme le grand Antéchrist pendant trois ans et demi (de 1366 à 1370). L'Antéchrist sera cependant utile car ils chassera les musulmans d'Espagne. Et à l'époque du Schisme où seront élus en même temps un pape angélique et un antipape, il aidera le vrai pape à dépouiller le clergé de ses richesses, à combattre les hérétiques qui avaient adhéré à l'antipape. L'Antéchrist sera élu empereur romain. Il étendra son pouvoir sur l'Égypte, la Syrie et Jérusalem. Les croyants qui jusque là s'étaient cachés, prendront les armes sous le commandement de princes, surtout ceux de la race bénie des princes français, nouveaux Macchabées. Dépassés en nombre, ils se croyaient perdus quand soudain le Christ apparaîtra dans le ciel et confondra l'Antéchrist qui sera jeté dans l'étang de feu ardent et tous ses partisans seront massacrés.
Suivant la tradition médiévale, le monde doit finir après la mort de l'Antéchrist. Mais Roquetaillade insiste que le monde va encore durer mille années solaires, au bout desquelles le Christ viendra pour le Jugement dernier. Ces milles années solaires de félicité commenceront en 1415. Pendant sept cents ans, chacun sera illuminé par le Saint Esprit et la lumière de la foi sera si brillante qu'on croira que « le paradis est descendu sur terre ». Le siège de l'Empire romain sera transféré à Jérusalem. Le monarque qui y régnera pendant ce millénium sera de race juive. Tous ceux qui sont unis par la loi du mariage entreront sans le tiers ordre de saint François et mèneront une vie pure.

### Veh mundo in centum annos
Jean de Roquetaillade a écrit « Le commentaire de la prophétie : malheur au monde » dans la prison papale d'Avignon, en 1354 ou 1355.
Dans le prologue, il indique avoir l'intention d’éclaircir les mystères contenus dans la prophétie qu'Arnaud de Villeneuve a glosé sans vouloir développer (en 1301). L'ouvrage est divisé en douze parties correspondant aux douze calamités qui accableront le monde.
Le thème de la chauve-souris (vespertilio) qui y apparaît désigne un prince d'Aquitaine ou d'Espagne qui devait ramener l'Église grecque dans le giron de l'Église romaine et vaincre l'islam.

### Liber Ostensor
« Le livre révélateur » est connu par un unique manuscrit. Écrit d'un seul jet, dans la prison du Soudan à Avignon, entre le 20 mai et le 1er septembre 1356, après trois mois et dix jours de labeur. Jean de Roquetaillade l'adresse au cardinal Élie de Talleyrand-Périgord qui l'avait interrogé à plusieurs reprises. Le cardinal se trouvait à ce moment en France comme légat d'Innocent VI.
Cet ouvrage volumineux apporte, pour les études franciscaines, un témoignage irremplaçable sur les conflits et les luttes de la première moitié du XIVe siècle opposant les différentes fractions franciscaines entre elles et à la papauté avignonnaise. Après avoir pu échappé à plusieurs jugements pour hérésie, Jean de Roquetaillade est loin d'être un illuminé (Sylvain Piron, 2007). Sa méthode consiste à présenter un oracle, puis de le commenter mot à mot, en se laissant aller à toutes les associations d'idées qui lui viennent à l'esprit. On y trouve beaucoup d'allusions à l'histoire contemporaine. Parfaitement informé de toutes les affaires de la chrétienté, Roquetaillade développe d'excellentes analyses de la politique européenne, ecclésiastique et séculière. Certaines analyses relèvent d'ailleurs plus de la prospective politique que du prophétisme. Sylvain Piron voit ainsi dans son pronostic d’un conclave élisant successivement deux papes, qui a été perçu après coup comme annonçant le grand schisme, une perception exacte des tensions présentes au sein du collège cardinalice et de l’ordre franciscain.
Dans le onzième traité, Jean de Roquetaillade s'appuyant sur la vision de Jacques de Massa et sur les prophéties de Zacharie et d'Ézéchiel, annonce la persécution et la destruction de tous les ordres religieux. Les Dominicains et les Franciscains seront détruits par des guerres intestines, par le grand Réformateur et l'aigle noir, l'empereur. Un petit nombre d'élus qui ont su rester fidèles à l'idéal de pauvreté évangélique seront la semence du renouvellement de l'Église dans le millénaire de paix qui suivra les combats à venir. Suit une longue apologie de la perfection évangélique.
Jean de Roquetaillade doit beaucoup au médecin catalan, Arnaud de Villeneuve. Il lui doit la date de venue de l'antéchrist, calculée à partir du livre de Daniel. Comme Arnaud l'a fait plusieurs fois, on peut suspecter Jean d’avoir composé lui-même certains textes prophétiques avant de s’en faire l’exégète – le cas de Cum necatur flos ursi, du Liber ostensor, étant l'un des plus manifestes. Comme Arnaud, Jean s'est intéressé à l'alchimie. Mais on ne peut faire d'Arnaud de Villeneuve le maître à penser de Roquetaillade. D'après R. Lerner, Jean de Roquetaillade, « n’a fait, pour l’essentiel, que reformuler et adapter les principaux thèmes de la Lectura super Apocalipsim de Pierre de Jean Olivi ». Il ne connait pas les œuvres authentiques de Joachim de Fiore mais c'est par l'adaptation franciscaine de l'oeuvre de Joachim effectuée par Olivi qu'il s'inscrit dans cette tradition.

### Vade mecum in tribulatione
Il subsiste de nombreux manuscrits de cet ouvrage qui fut traduit en anglais, en allemand et catalan. Dix versions latines du Vade mecum in tribulatione dans plus de 40 manuscrits nous sont parvenus. Il a été composé par Roquetaillade en décembre 1356, dans la prison du Soudan à Avignon, après avoir comparu devant le cardinal Guillaume Court.
Une édition critique, avec une traduction en anglais, a été publiée en 2016 par Matthias Kaup.
Jean de Roquetaillade se défend d'emblée d'être « un prophète envoyé par Dieu » au même titre que les prophètes de l'Ancien Testament mais il se propose de prédire les événements futurs en s'appuyant sur les textes sacrés et les écrits prophétiques. Son objectif est de pousser le clergé à une prompte repentance : « Dieu, en effet, a voulu que je vienne apporter aux clercs des preuves manifestes, afin que, les ayant ouïes, ils n'eussent pas d'excuse de ne point faire pénitence ». L'objectif premier de Roquetaillade est de préparer la Chrétienté à la grande persécution qui s'annonce. Visant une réforme radicale du clergé, il s'attache à donner aux chrétiens des conseils spirituels et des recommandations pour une bonne pratique religieuse qui leur permettront de survivre à la période de tribulations qui s'annonce.
Il traite de la crise catastrophique prévue pour les années 1360-1366 et des moyens de s'en préserver efficacement.

### Apologue aux oiseaux
Le texte nous a été transmis par le chroniqueur, Jean Froissart. Il sera cité par le théologien Wyclif dans le cadre de la polémique qui se développa à partir des années 1370, en Angleterre à propos des biens de l'Église. Pour Wyclif comme pour Roquetaillade, l'origine de ces biens résidait dans les dons que les princes temporels avaient consentis aux clercs et en particulier aux papes mais ceux-ci en avaient oublié la destination primitive pour en faire un instrument de puissance.

## Bibliographie

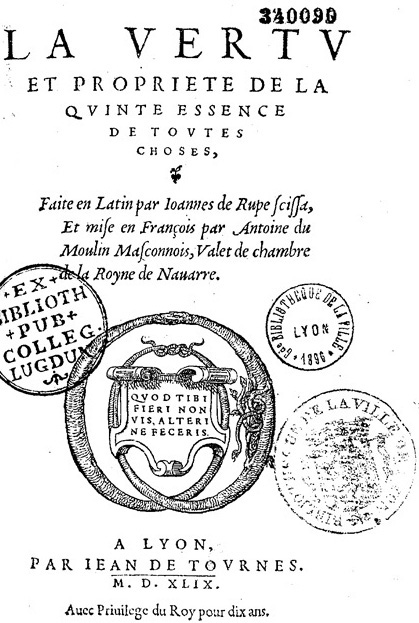
La Vertu et propriété de la quinte essence de toutes choses

### Œuvres
- De quinta essentia (De consideratione quintae essentiae rerum omnium, vers 1350), trad. 1581 : La Vertu et propriété de la quinte essence de toutes choses, faite en latin, par Joannes de Rupescissa et mise en françois, par Antoine Du Moulin.]
- Le Liber secretorum eventuum de Jean de Roquetaillade, éd. par Christine Morerod-Fattebert, Robert E. Lerner, Fribourg: Éditions universitaires, 1994.
- Liber ostensor quod adesse festinant tempora (1356), édition critique sous la direction d’André Vauchez, Rome: École française de Rome. Sources et documents d’histoire du Moyen Âge, 8, 2005.
- Vade mecum in tribulatione (1356) :
  1. « Editio princeps dans : Edward Brown, Fasciculus rerum expetendarum ac fugiendarum II, Londres, 1690 ; »
  2. « des éditions modernes (les auteurs considèrent deux versions différentes comme version authentique de Rupescissa : Tealdi édite celle de la famille α -  dans la terminologie de Kaup la secondaire Versio plena expolita, tandis que Kaup s'est décidé  pour la Versio plena, suivant Tealdi la version de la famille secondaire δ; la seule double revue à ce jour (cf. Julia E. Wannenmacher dans Journal of Ecclesiastical History 70.1 (2019), pp. 165-166) recommande Kaup pour le travail textuel et Tealdi comme complément essentiel de son commentaire factuel) : »
    1. « Giovanni di Rupescissa. Vade mecum in tribulatione, edizione critica a cura di Elena Tealdi, introduzione storica a cura di Robert E. Lerner e Gian Luca Potestà, Milan: Vita e Pensiero. Dies Nova, 2015; »
    2. « John of Rupescissa’s Vade mecum in tribulacione (1356). A Late Medieval Eschatological Manual for the Forthcoming Thirteen Years of Horror and Hardship. Edited by Matthias Kaup, Londres/New York: Routledge. Church, Faith and Culture in the Medieval West, 2017 ; »

  3. « des traductions en langues vernaculaires: John of Rupescissa, Vade Mecum in tribulatione Translated into Medieval Vernaculars, edited by Robert E. Lerner and Pavlina Rychterova, Milano, Vita e pensiero, 2019 (traductions en français, catalan, italien, castillan, allemand, tchèque et anglais). »

### Études sur Jean de Roquetaillade
- Jeanne Bignami-Odier, Études sur Jean de Roquetaillade, Paris, Vrin, 1952.
- Jeanne Bignami-Odier, « Jean de Roquetaillade (de Rupescissa), théologien, polémiste, alchimiste », dans Histoire Littéraire de la France, Paris, 1981, Imprimerie nationale
- Robert Halleux, « Notice sur les ouvrages alchimiques de Jean de Rupescissa », in Histoire littéraire de la France, 41, Paris, 1981, Imprimerie nationale, p. 241-284.
- J. P. Torrel : La conception de la prophétie chez Jean de Roquetaillade, in Mélanges de l’École française de Rome, Moyen Âge 102 (1990), p. 557-576.
- Sylvain Piron, « L’ecclésiologie franciscaine de Jean de Roquetaillade », dans Franciscan Studies, 65, 2007, p. 281-294 pdf
- Sylvain Piron, « Le Sexdequiloquium de Jean de Roquetaillade », dans Oliviana (Mouvements et dissidences spirituels XIIIe – XIVe siècles), 3, 2009 : http://oliviana.revues.org/index327.html
- Sylvain Piron, « Écrire en aveugle. Jean de Roquetaillade ou la dissidence par l’obéissance», dans GianLuca Potestà, Autorität und Wahrheit. Kirchliche Vorstellungen, Normen und Verfahren (13.-13.Jahrhundert), München, Oldenbourg, 2012, p. 91-111.
- Robert E. Lerner, « “John the Astonishing” », dans Oliviana, 3, 2009 : http://oliviana.revues.org/index335.html
- Christine Morerod-Fattebert, «Un style, un homme ? L’exemple de Jean de Roquetaillade», Oliviana (Mouvements et dissidences spirituels XIIIe – XIVe siècles) 5/2016: